# Harri Vuori
Harri Vuori (født 10. januar 1957 i Lahti, Finland) er en finsk komponist og lærer.
Vuori studerede komposition på Päijät-Häme Musik Institut, og senere på Sibelius Akademiet hos bla Paavo Heininen og Einojuhani Rautavaara. Han har skrevet 2 symfonier, orkesterværker, koncertmusik, kammermusik, opera, elektronisk musik, vokalmusik, filmmusik, solo stykker for mange instrumenter etc. Han underviser i komposition på Helsinki Universitet.

## Udvalgte værker
- Symfoni nr. 1 (2003) - for orkester
- Symfoni nr. 2 (2007) - for orkester